# ديازوكسيد
ديازوكسيد (بالإنجليزية: Diazoxide)‏ هو دواء يستخدم لعلاج نقص السكر في الدم، يؤخذ عن طريق الفم، ويبدأ مفعوله خلال ساعة تقريبا.

## الاستخدامات الطبية
يستخدم الديازوكسيد كموسع للأوعية في علاج ارتفاع ضغط الدم الحاد أو ارتفاع ضغط الدم الخبيث.
كما يحاول ديازوكسيد إفراز الأنسولين عن طريق فتح قناة البوتاسيوم الحساسة في البنكرياس. وبالتالي، يعمل دواء ديازوكسيد عن طريق منع إطلاق الأنسولين من البنكرياس.

## آثار جانبية
يستخدم ديازوكسيد لعلاج استمرار انخفاض مستويات السكر في الدم (نقص السكر في الدم) الناجمة عن إنتاج الجسم الكثير من الأنسولين (فرط الأنسولين). يعمل عن طريق منع الإفراج عن الأنسولين من قبل الجسم.

## روابط خارجية
- بوابة المعلومات الدوائية :المكتبة الوطنية الأمريكية للطب